# 후지필름

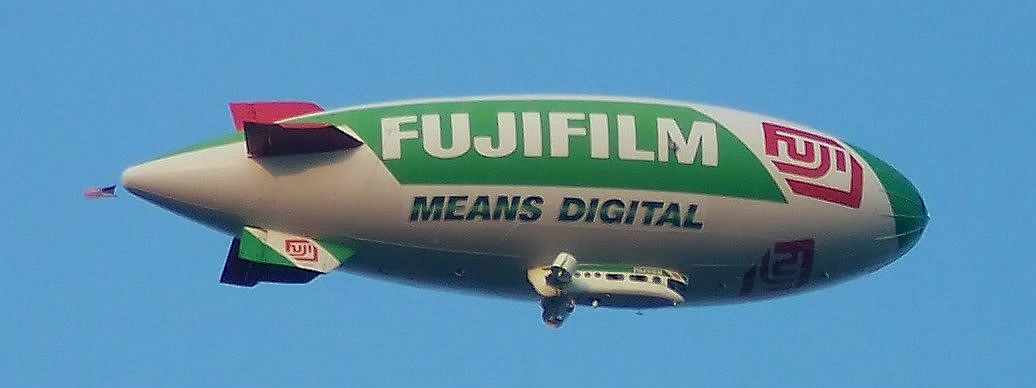
후지필름 에어십

후지필름 주식회사(일본어: 富士フイルム株式会社, 영어: Fujifilm Corporation, 문화어: 후지필림 주식회사)는 도쿄도 미나토구 니시아자부에 본사를 두고 있는 일본의 정밀화학 회사이다. 카메라, 디지털 카메라, 일반·엑스선 사진·영화용 필름에서 인화지(프린트), 현상 장치 등에 도달하는 사진 시스템의 일식, 복사기 등 OA기기 외에도 화장품이나 건강식품도 제조·판매하고 있다.
후지필름은 아시아, 유럽, 미국의 제조 시설과 더불어 연구, 제조, 제품 배포를 위해 223개의 자회사를 운영하고 있다. 이들은 CD-R, DVD-R 컴퓨터 기억 매체들도 생산한다.

## 제품
- 후지크롬 보색 (슬라이드) 필름
  - 벨비아(Velvia)

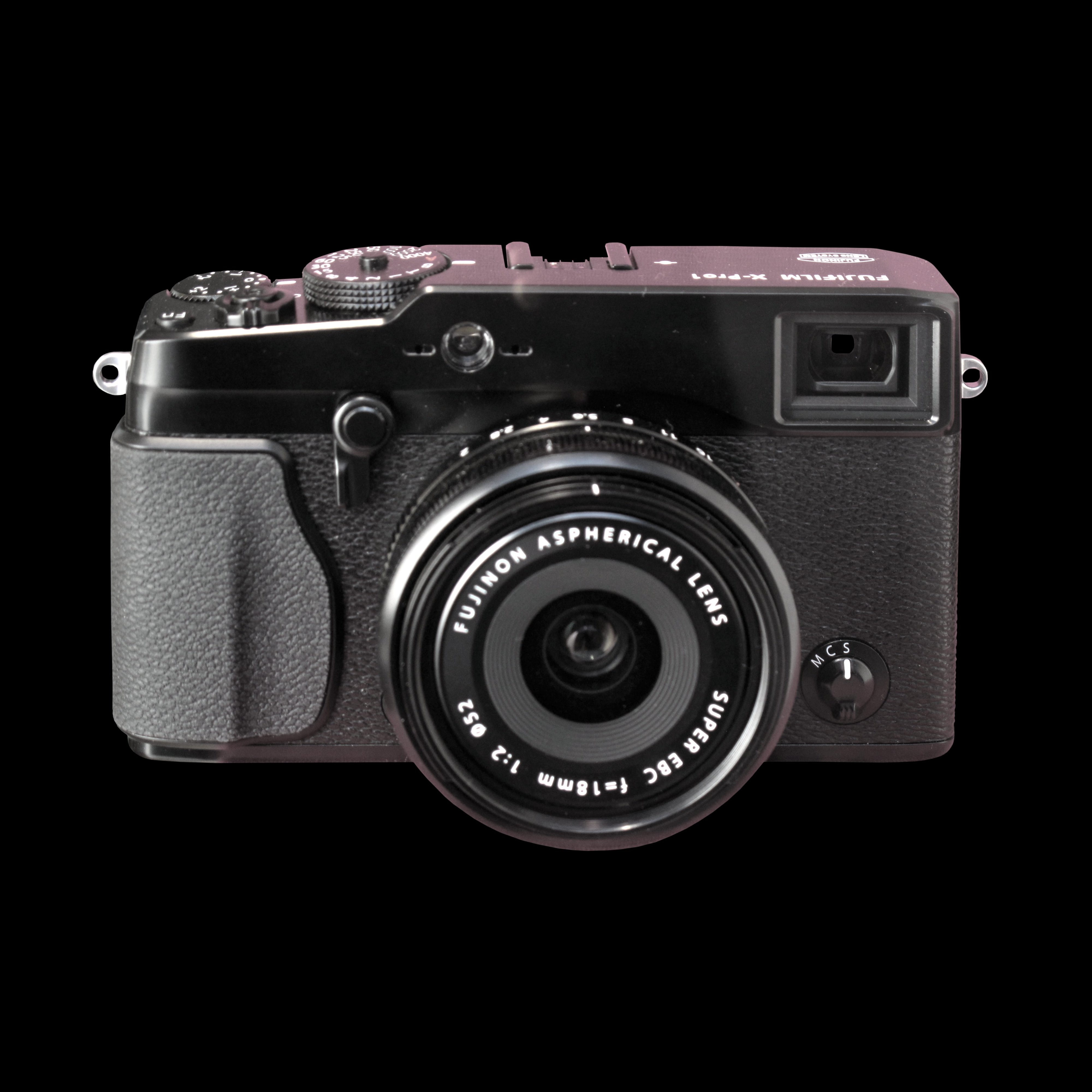
후지필름 X-Pro1

현존하는 필름 중 가장 채도가 높은 필름.
채도가 굉장히 높기 때문에 장점이자
단점이 될 수 있다.
맑은 날과 일몰에 사용하는 것을 추천한다.
여담으로 벨비아는 현재
후지필름에서 가장 비싼 필름이다.
- - 프로비아(PROVIA)

다목적으로 사용할 수 있는 슬라이드 필름이다.
- - 아스티아(ASTIA)

인물용 슬라이드(포지티브) 필름,
2012년을 끝으로 단종되었다.
- - 센시아(Sensia)

단종된 후지필름의 저렴한 슬라이드 필름.
- - 포티아(Fortia)
- 후지필름 컬러 네거티브 (인쇄) 필름
  - 프로 400H (NPH) PRO 400H

필름 원자재 수급의 어려움으로
2021년 단종되었다.
- - 프로 800Z (NPZ) PRO 800Z
  - 프로 160C, 프로 160S (NPC, NPS) PRO 160C, PRO 160S
  - Reala 100 리얼라(단종)
  - Superia 슈퍼리아
  - Press 프레스
  - Premium 프리미엄

현재 유일하게 남은 후지필름의
고급 필름이다.
- - Venus 비너스

후지의 고급 인물용 필름
2019년 단종되었다.
- 디지털 카메라
  - 파인픽스 시리즈 디지털 카메라 가운데 일부는 후지필름의 슈퍼 CCD 기술을 이용한다.
  - X 시리즈 디지털 카메라, 미러리스 렌즈 교환식 카메라인 경우에는 X-마운트 렌즈를 사용하며, 일부 제품은 새로운 센서인 X-트랜스를 사용한다.

X-T4와 같이 한 자리수 모델은 플래그십,
X-T30과 같이 두 자리 모델은 중급기,
X-T100과 같이 세 자리수 모델은
보급기 모델이다.
- - 미러리스 렌즈 교환식 카메라인 후지필름 GFX 50S, G-마운트 렌즈를 사용하며, 중형 포맷 디지털 카메라이다.

현재까지 출시된 모델은 다음과 같다.
GFX-50S(2017)
GFX-50R(2018)
GFX-100(2019)
GFX-100S(2021)
- 사진 용지
- 잉크젯 프린터
- 오디오테이프, 비디오테이프, 플로피 디스크를 비롯한 자기 디스크
- 광학 매체: DVD, CD
- 엑스레이 필름
- LCD 화면의 기본 재료
- 후지 즉석 필름 팩
- 디지털 엑스레이 장치
- 인스탁스 (즉석카메라)

## 같이 보기
- xD 픽처 카드
- 코닥
- 아그파 게바트
- 후지 제록스 - 미국의 제록스와 아·태평양 지역에서만 개발, 생산, 판매할 목적으로 조인트 벤처로 설립하였다.
- 롯데그룹